# الیاف وابران احشایی عمومی
الیاف وابران احشایی عمومی (GVE یا وابران احشایی یا وابران خودمختار) به اعصاب وابران دستگاه عصبی خودمختاری اشاره دارد که به عضلات صاف، عضلات قلبی و غده‌ها (در مقایسه با الیاف وابران احشایی اختصاصی (SVE)) از طریق واریس‌های پسا-عقده‌ای، عصب‌رسانی حرکتی ارائه می کنند.
الیاف GVE ممکن است سمپاتیک یا پاراسمپاتیک باشند.
اعصاب جمجمه‌ای شامل الیاف GVE، عصب حرکتی چشمی (CN III)، عصب چهره‌ای (CN VII)، عصب زبانی-حلقی (CN IX) و عصب واگ (CN X) را نیز شامل می شوند.

## تصاویر بیشتر

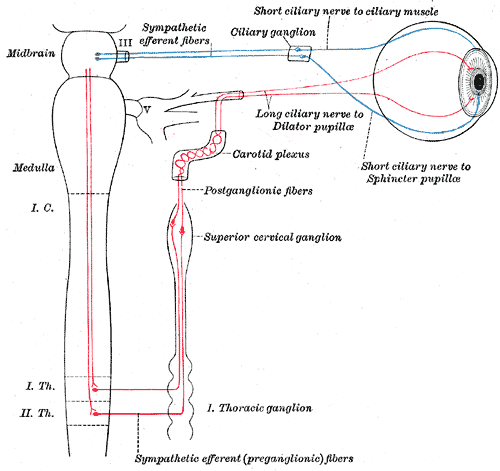
ارتباطات سمپاتیکی عقده‌های گردنی فوقانی و مژگانی.